# Café irlandés

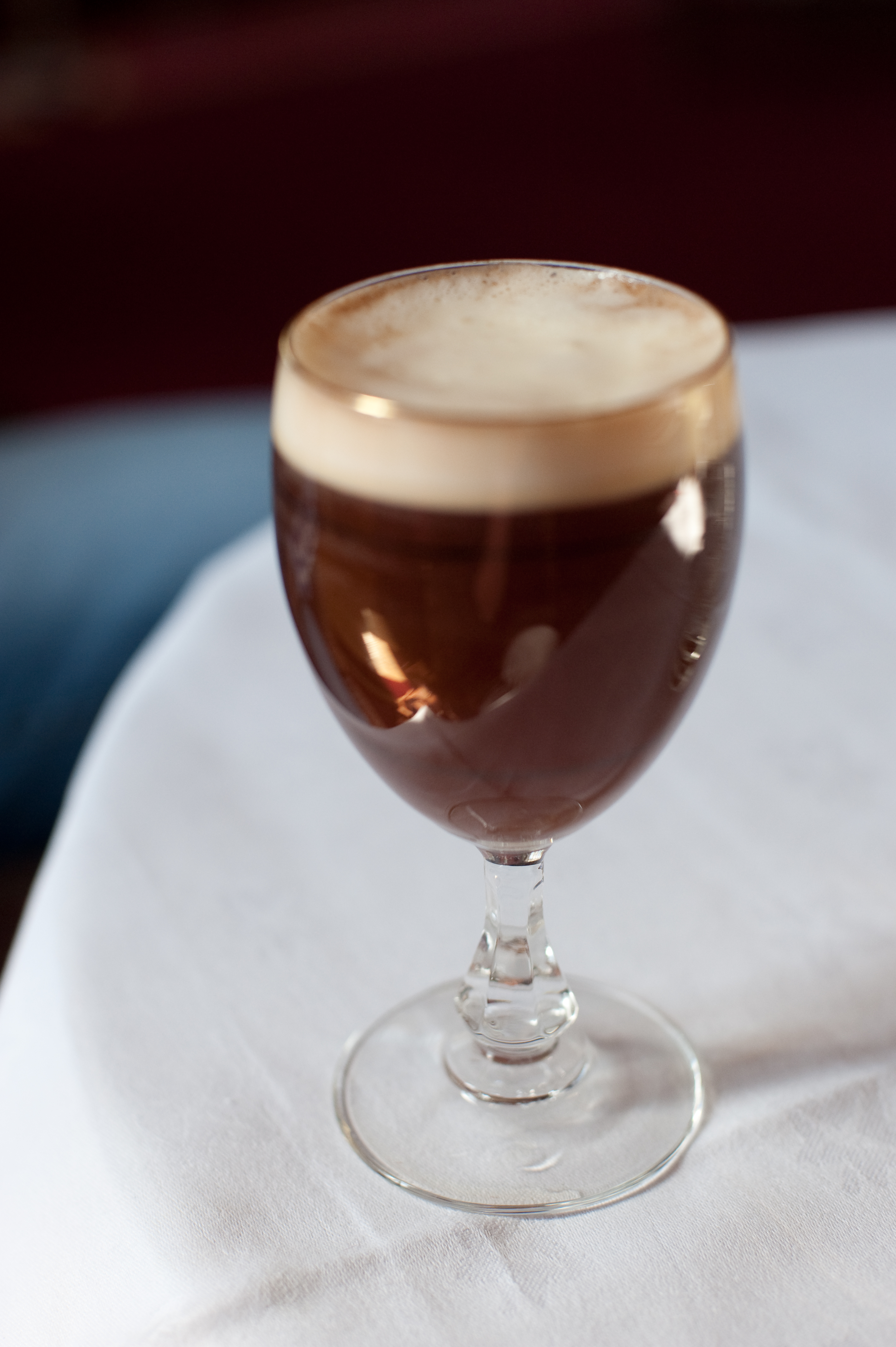
Un típico café irlandés.

El Café irlandés o Irish coffee (irlandés: Caifé Gaelach) es un cóctel que consiste en la mezcla de whisky irlandés, una cucharada de azúcar y café, pero finalmente va cubierto por dos centímetros de crema de leche o nata semimontada. Una vez preparado, su aspecto es similar al de una pinta de cerveza Guinness bien servida; negro y con una coronilla blanca de un dedo.  Se recomienda que sea un café suave, tipo americano y, que la proporción de whisky no sea demasiado alta, de modo que resulte agradable al paladar (sólo un toque para dar sabor). Cabe destacar, a pesar de la errada creencia por algunos camareros de servirlo en tres capas, dejando el whisky separado del café y de la nata, que esto es un error, ya que este café debe beberse completamente manteniendo la nata arriba, de modo que retenga los vapores del alcohol, y que al mismo tiempo produzca una sensación especial al combinar el calor de la mezcla de café con whisky con el frío de la crema de leche o nata.
La primera receta oficial de este café fue presentada en 1952, en un bar de San Francisco llamado Buena Vista Café, donde todavía es el local que más cafés irlandeses sirve a diario en el mundo.

## Historia
La forma conocida mundialmente se creó en la década de los años cincuenta del Siglo XX. En concreto, durante un invierno especialmente duro en el aeropuerto de la ciudad de Shannon, Irlanda. Por un retraso en un vuelo de la aerolínea Pan American, Joe Sheridan, que trabajaba de cocinero en el aeropuerto, tuvo la idea de añadir whisky de su país al café, para contrarrestar el frío de los pasajeros. Cuando se le preguntó si ese tipo de café era de origen brasileño respondió que se trataba de café irlandés. Uno de los pasajeros que probó ese café ese día era un escritor estadounidense llamado Stanton Delaplane, el cual en 1952, junto a Jack Koeppleral, propietario de un bar en San Francisco, lo retó a recrear el mismo café que tomó en el aeropuerto irlandés. Luego de toda una serie de pruebas descubrieron que, para que la nata quedase flotando por encima del café era necesario dejarla en reposo 48 horas, y luego batirla hasta que tuviera un poco de consistencia. En 2021, el Buena Vista Café sirve más de 1000 cafés irlandeses al día.

## Preparación

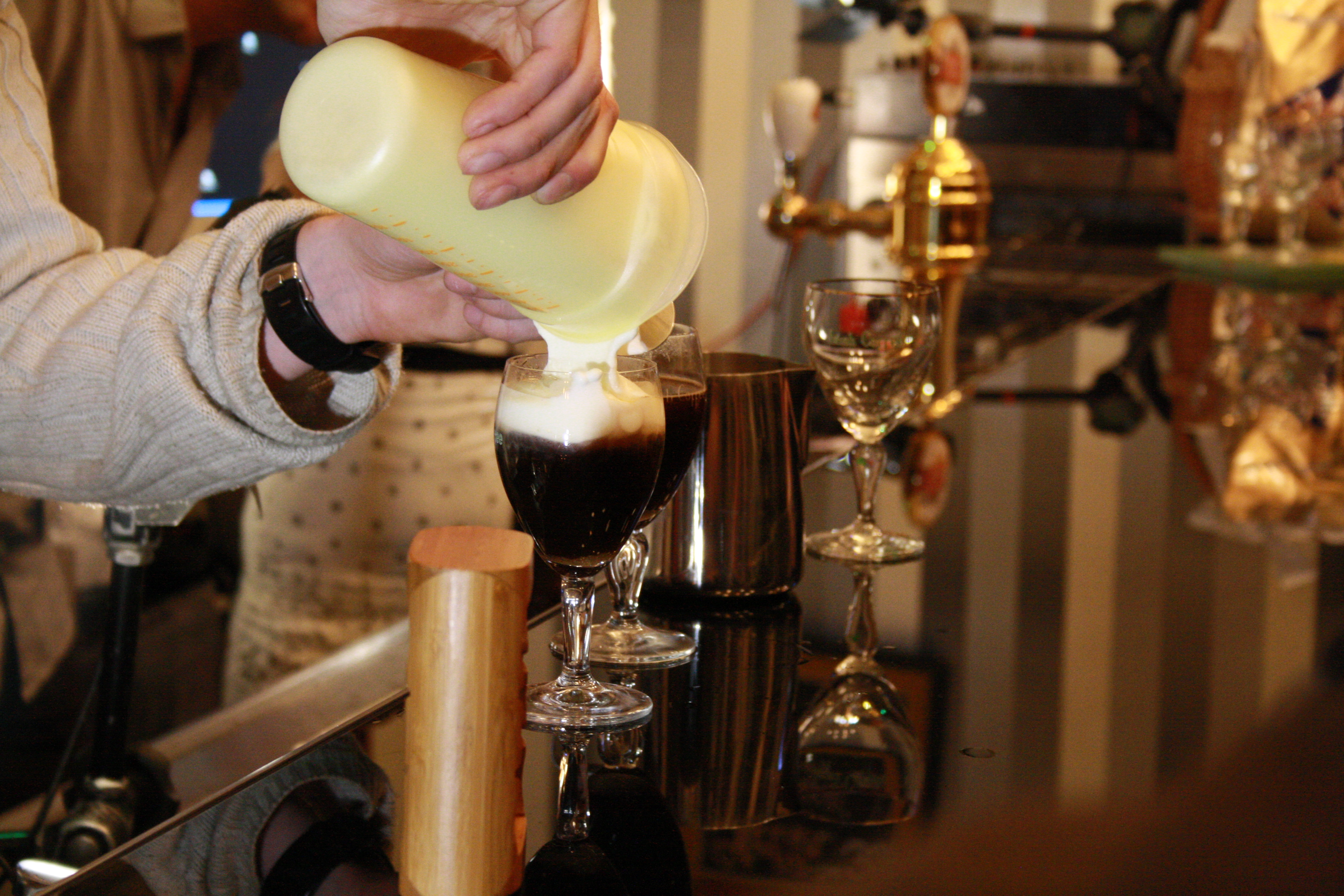
Preparando un café irlandés.

Para la realización del café irlandés se utilizan los siguientes ingredientes:
- 40 ml de whisky irlandés.
- 80 ml de café caliente.
- 30 ml de crema de leche o nata semimontada.
- Una cucharadita de azúcar.
- Primero se calienta la copa con agua hirviendo, para mantener el café caliente durante más tiempo.[8]
- Después se añade una cucharadita de azúcar en la copa precalentada previamente, que puede ser de balón o cervecera, pese a que los recipientes pueden cambiar según los países.
- Seguidamente se añade el whisky y se mezclan los dos ingredientes. En algunos lugares del mundo la mezcla se flamea. En este punto hay discrepancias, pues Miguel Jordá propone servir primero el café.[9]
- Se añade el café y se mezcla con el whisky.[10]
- Se añade la crema o nata lentamente, sobre una cuchara invertida apenas sobre la superficie del café, de forma tal que forme una capa que flote sobre el resto. Los puristas recomiendan que no sea inyectada con aerosol sino ligeramente batida a mano.

Se puede decorar la mezcla con café en polvo o nuez moscada.
El café se sirve mezclado con el whisky y el azúcar, y es la nata la que se sirve separada, por encima de esta mezcla.
Es importante mencionar que se debe tener cuidado con el vapor que se desprende del trago, ya que el alcohol del whisky, al calentarlo, se vuelve muy inflamable.